# Седло (велосипед)
Велосипедное седло́ — часть велосипеда, принимающая на себя бо́льшую часть веса велосипедиста (наряду с педалями и рулём). Велосипедное седло с одной стороны должно быть удобно для сидения на нём, а с другой стороны не должно создавать трудностей для педалирования. Седло крепится на подседельный штырь, который вставляется в подседельную трубу рамы.

## История
До середины 70-х годов широко использовались кожаные сёдла. Такое седло состоит из толстой кожи, натянутой на рамку. Такие сёдла жёсткие, требуют определённого ухода (кожа не должна пересыхать или слишком сильно мокнуть, её надо периодически смазывать маслом). Однако при регулярной езде кожаные сёдла постепенно принимают форму, соответствующую анатомическим особенностям конкретного велосипедиста. Это, по мнению их любителей, оправдывает сложности с уходом за седлом и неудобства в период «обкатки» такого седла.

## Типоразмеры
В зависимости от назначения седла могут изменяться его ширина, жёсткость, длина, форма профиля.
В общем случае более широкие и мягкие сёдла предназначаются для непродолжительных поездок, а при длительных поездках могут натирать внутренние части бёдер. Узкие и жёсткие сёдла предназначены для длительных поездок, однако при редкой езде вызывают неприятные ощущения в области таза. Обычно женские сёдла шире (так как в среднем у женщин таз шире).
Оптимальная ширина и форма седла зависят от анатомических особенностей конкретного велосипедиста. Для выбора седла существуют специальные измерительные устройства.

## Конструкция седла
Обычное современное седло состоит из четырёх частей:
- Рамка, чаще всего металлическая. Она крепится к подседельному штырю с помощью зажима.
- Пластмассовая основа, которая крепится к рамке в трёх точках («по углам» седла). Она задаёт форму седла и пружинит под весом велосипедиста.
- Подкладка, которая делает седло мягким. Делается из вспененного материала, более дорогие варианты с гелевыми вставками.
- Чехол

Иногда в середине основы делается отверстие для того, чтобы седло меньше давило на область промежности. Материал чехла должен быть износостойким, не скользким, по возможности «дышать».

## Амортизаторы
Для смягчения толчков при езде по неровной поверхности между рамкой седла и основой могут быть установлены пружины или эластомеры. Также подвеска может быть интегрирована в подседельный штырь.

## Положение седла
Обычно есть возможность регулировать положение седла по трём степеням свободы:
- высота — регулируется выдвиганием подседельного штыря из подседельной трубы рамы;
- наклон — регулируется с помощью зажима, крепящего седло к подседельному штырю;
- небольшой сдвиг вперёд-назад — регулируется за счёт сдвигания рамки в зажиме.

Регулировка по высоте и сдвиг вперёд-назад позволяют расположить седло относительно педалей наиболее подходящим для педалирования образом. Неправильная настройка может привести к повышенной нагрузке на колени (чаще всего это слишком низкая установка седла).
Чаще всего седло располагается горизонтально, но возможен небольшой наклон назад или вперёд. Слишком сильный наклон вперёд может привести к повышенной нагрузке на руки, плечи и спину (так как, чтобы не съезжать с седла вперёд, велосипедисту придётся сильнее упираться в руль).

## Ремонт седла велосипеда
Как и любые другие механизмы и конструкции велосипеда, седло может сломаться и его необходимо ремонтировать. Самыми распространёнными неполадками в седле являются: 
- усталостное напряжение седельной пружины;
- срыв резьбы подседельного болта;
- деформация посадочной площадки;
- подвижность и неустойчивое;
- расшатанное положение седла;
- повреждение посадочного штыря;
- механические повреждения;
- разрывы материала.

## Проблемы
Выявлено несколько проблем, связанных с сидением на традиционных велосипедных седлах. Они распространены в профессиях с интенсивным использованием велосипедов, в том числе в полиции. Было обнаружено, что давление седла на область промежности после продолжительной езды на велосипеде вызывает перинеальный фолликулит, фурункулы, лимфедему и раздражение. Некоторые женщины испытывают трудности с мочеиспусканием или поддержанием полового акта после продолжительного пребывания в седле велосипеда.

## Прочее
Для придания седлу большей мягкости или изменения внешнего вида на него может надеваться специальный дополнительный чехол.